# Irci
Irci so keltski narod, ki izvira z Irske. Naseljujejo tako Republiko Irsko kot Severno Irsko, več milijonov pa jih živi tudi v diaspori. V 19. stoletju jih je ogromno pomrlo zaradi velike krompirjeve lakote, precej pa se jih je tudi izselilo, predvsem v Kanado in ZDA. Danes govorijo predvsem angleško, njihov tradicionalni jezik pa je irščina, ki ga danes kot materni jezik govori le še manjši del Ircev.